# Elroy (Karolina Północna)
Elroy – jednostka osadnicza w Stanach Zjednoczonych, w stanie Karolina Północna, w hrabstwie Wayne.